# Entephria contestata
Entephria contestata là một loài bướm đêm trong họ Geometridae.